# Нова Гусарівка
Нова Гусарівка — село в Україні, у Балаклійському районі Харківської області. Населення становить 852 осіб. До 2020 орган місцевого самоврядування — Новогусарівська сільська рада.

## Географія
Село Нова Гусарівка знаходиться на березі річки Сіверський Донець, на півночі знаходиться болотиста місцевість з великою кількістю озер.

## Археологія
Археологічні розкопки (остання з них була проведена влітку 1994 року біля сіл Щурівка і Нова Гусарівка науковою експедицією під керівництвом професора Харківського Національного Університету В. К. Міхеєва) свідчить, що територія району була заселена ще з часів неоліту. Виявлено ґрунтовий могильник салтівської культури VIII-Х ст. площею 120х120 м.
4 кургани, розташовані на південний захід, південь та південний схід від села висотою 0,8-3,2 метри III тис. до Р.Х. — I тис. Р.Х.

## Історія
Село засноване в 1824 році.
До 1921 року — Хрести.
Село постраждало внаслідок геноциду українського народу, проведеного урядом СССР в 1932–1933 роках, кількість встановлених жертв у Байраках, Байраку-1, Байраку-2, Донецькому, Задонецькому, комуні Червоний Донець, Новій Гусарівці, Щурівці, Гашновій (Гановій), Вільхуватці — 309 людей.
За радянських часів і до 2016 року село носило назву Червона Гусарівка.
12 червня 2020 року, відповідно до Розпорядження Кабінету Міністрів України  № 725-р «Про визначення адміністративних центрів та затвердження територій територіальних громад Харківської області», увійшло до складу Балаклійської міської територіальної громади.
19 липня 2020 року, в результаті адміністративно-територіальної реформи та ліквідації Балаклійського району, село увійшло до складу новоутвореного Ізюмського району.
7 вересня внаслідок контрнаступу ЗСУ село звільнено від російських окупантів.

## Економіка
- В селі є молочно-товарна ферма та машино-тракторні майстерні.
- Фермерське господарство «Свинар» — розведення в'єтнамських вислобрюхих свиней.

## Освіта
- У селі є школа.

## Відомі уродженці
Уродженцем села є О. Р. Гнечко (1900–1980) — генерал-лейтенант, Герой Радянського Союзу.

## Також
- Перелік населених пунктів, що постраждали від Голодомору 1932-1933, Харківська область